# Саррія
Са́ррія (ісп. Sarria, МФА: [ˈsa.rja]) — муніципалітет і містечко в Іспанії, в автономній спільноті Галісія, провінція Луго, комарка Саррія. Адміністративний центр комарки. Розташоване у північно-західній частині країни. Лежить на Французькій дорозі Шляху святого Якова, за сотню кілометрів від Собору святого Якова у Компостелі. Патрон — Іван Хреститель. Площа муніципалітету — 185,09 км², населення муніципалітету — 13 508 ос. (2009); густота населення — 
. Висота над рівнем моря — 455 м. Поштовий індекс — 27600. Телефонний код — 34 982.

## Назва
- Са́ррія, або Са́р'я (гал. і ісп. Sarria, МФА: [ˈsa.rja]) — сучасна іспанська і галісійська назва.
- Вілано́ва-де-Са́ррія (ісп. Vilanova de Sarria, «нове містечко Саррія») — стара назва XII—XIII століття.
- Ві́ла-Но́ва-де-Са́ррія (ісп. Vila Nova de Sarria) — за старою орфографією.

## Географія
Муніципалітет розташований на відстані близько 410 км на північний захід від Мадрида, 28 км на південний схід від Луго.

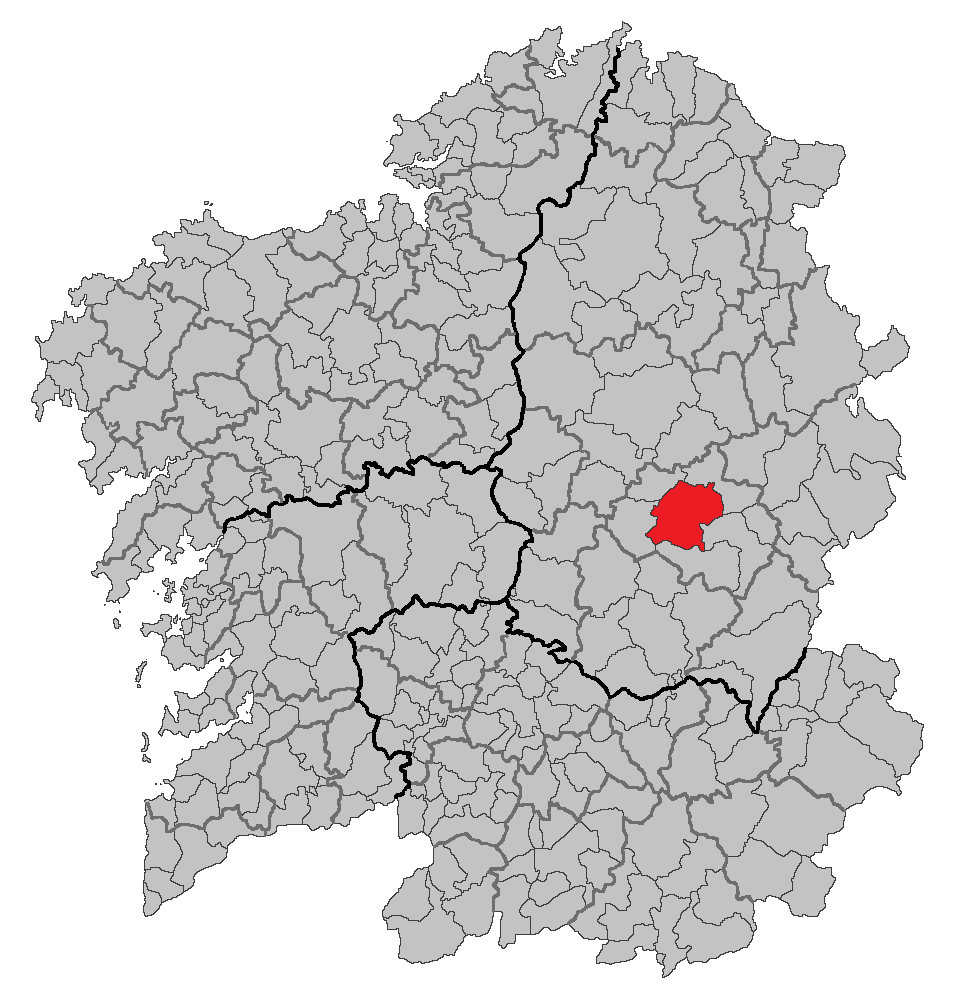
Муніципалітет у Галісії
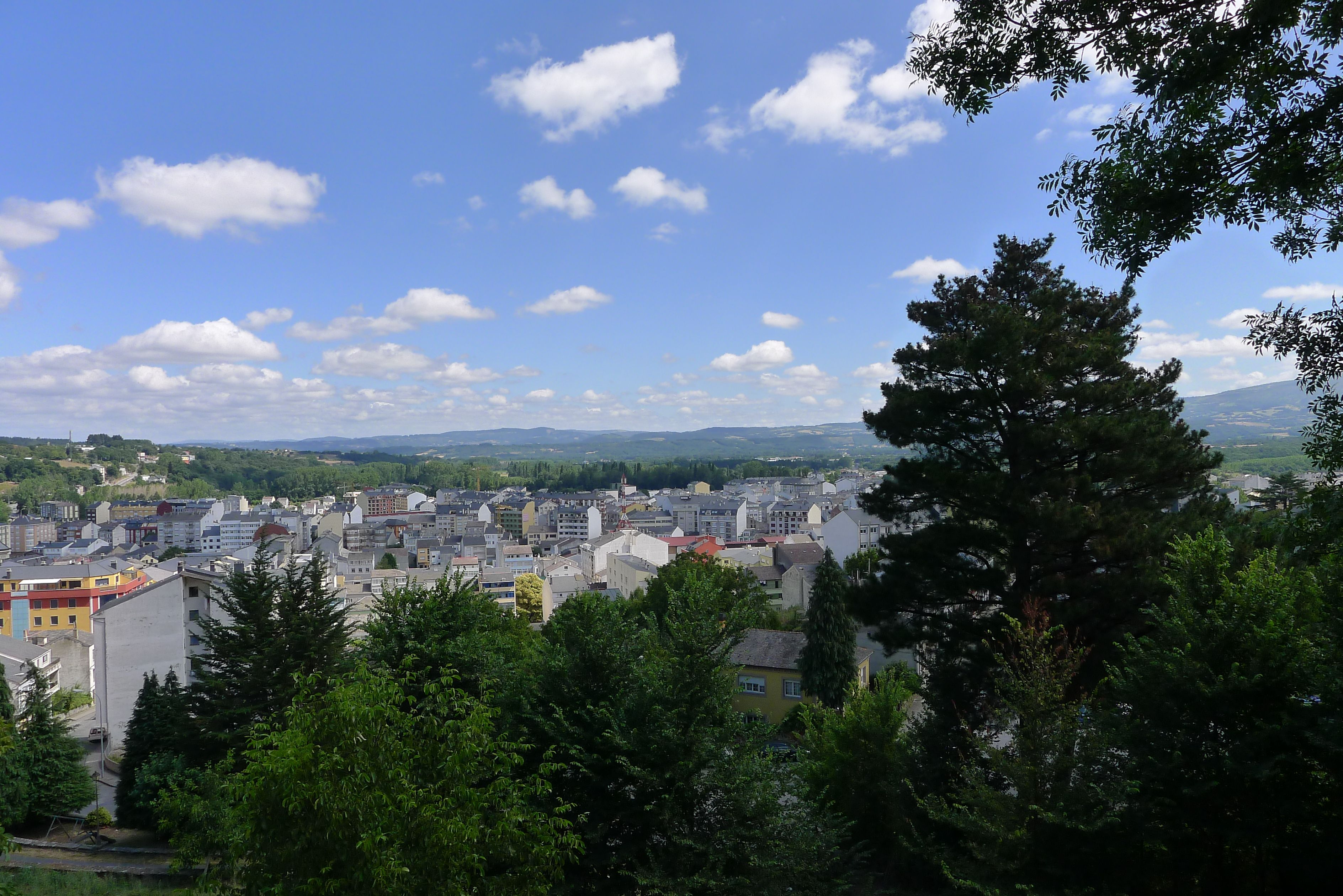
Саррія
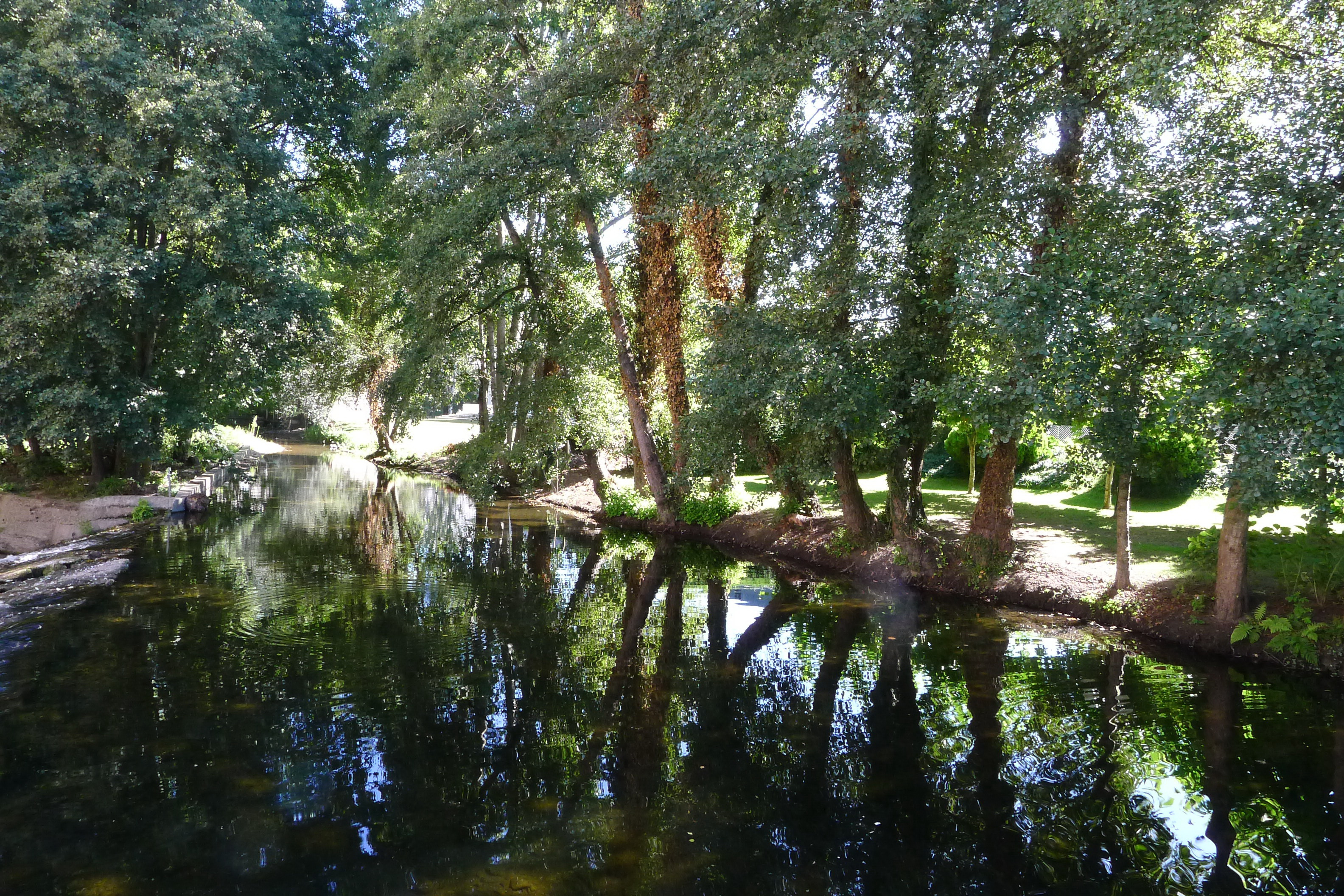
річка Саррія

## Історія

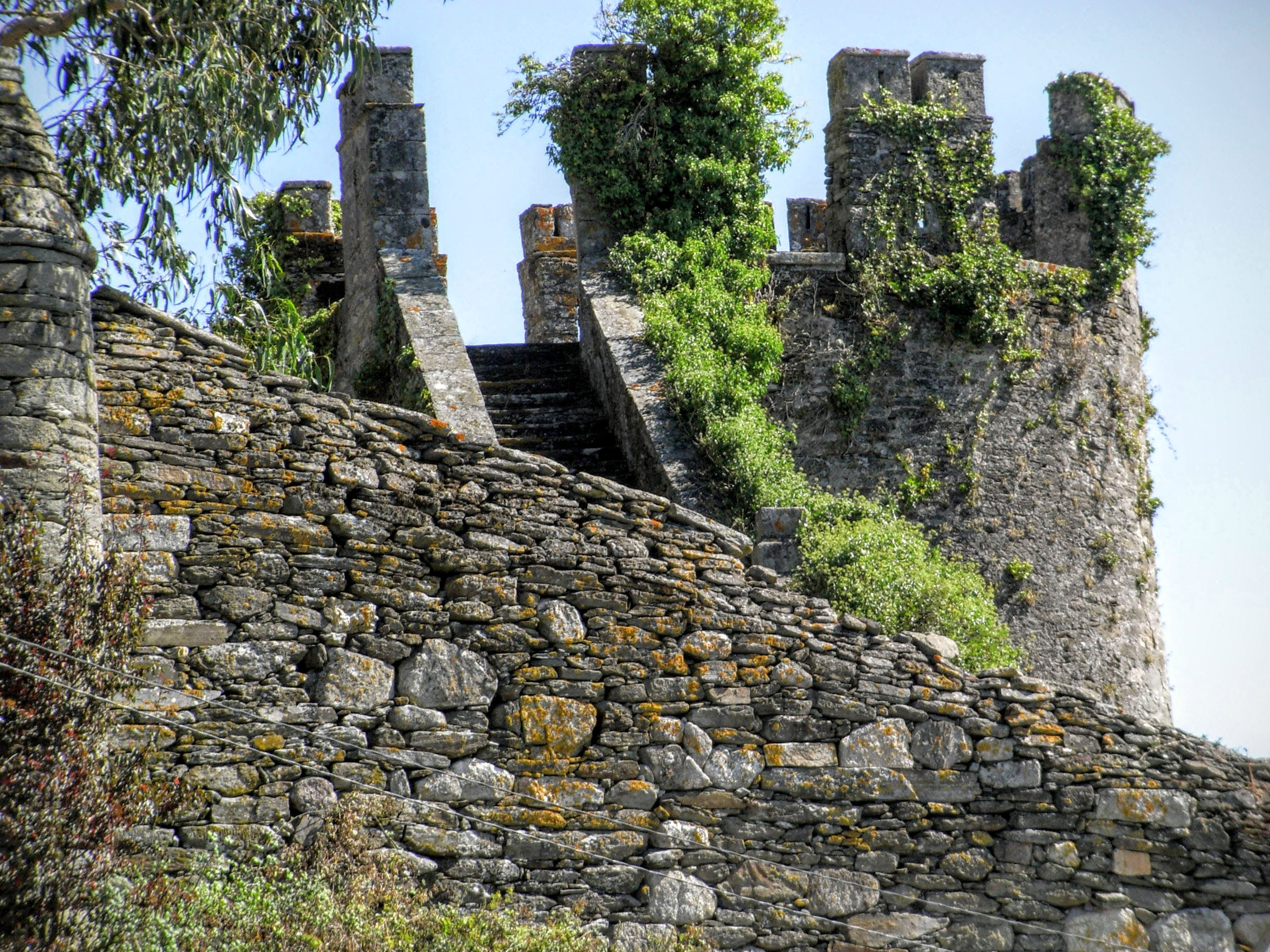
Руїни замку

Саррія була заснована наприкінці XII століття як Віланова-де-Саррія леонським королем Альфонсо IX. Вона отримала фуерос, права міського самоврядування й статус королівського містечка. 1230 року в Саррії помер її засновник-король, що прямував на прощу до Собору святого Якова в Компостелі.
1360 року кастильський король Педро I дарував Саррію роду Кастро. 1366 року вона увійшла до Лемоського графства, що було спадковим володінням. У Саррії було збудовано замок, зруйнований в часи повстання братства у 1467—1469 роках.
Наприкінці XVI століття пан Діоніс де Кастро збудував у містечку шпиталь святого Антонія для паломників до Компостели. Ним опікувалися члени августинського ордену.
У XVIII столітті Саррія занепала через скорочення пілігримів до Компостели. Наприкінці столітті у містечку проживало лише 350 осіб. Під час Піренейської війни Саррія була пограбована французами.
1840 року іспанський уряд створи муніципалітет Саррія, до якого увійшли 51 парафія. Містечко почало зростати після прокладання залізничних шляхів у 1860 і 1880 роках.
1885 року в Саррії була збудована Церква святої Марини, а 1896 року — резиденція мерсидаріїв. 1909 року в містечку постала перша муніципальна лікарня. 1916 року Саррію електрифікували і провели водопровід.

## Пам'ятки

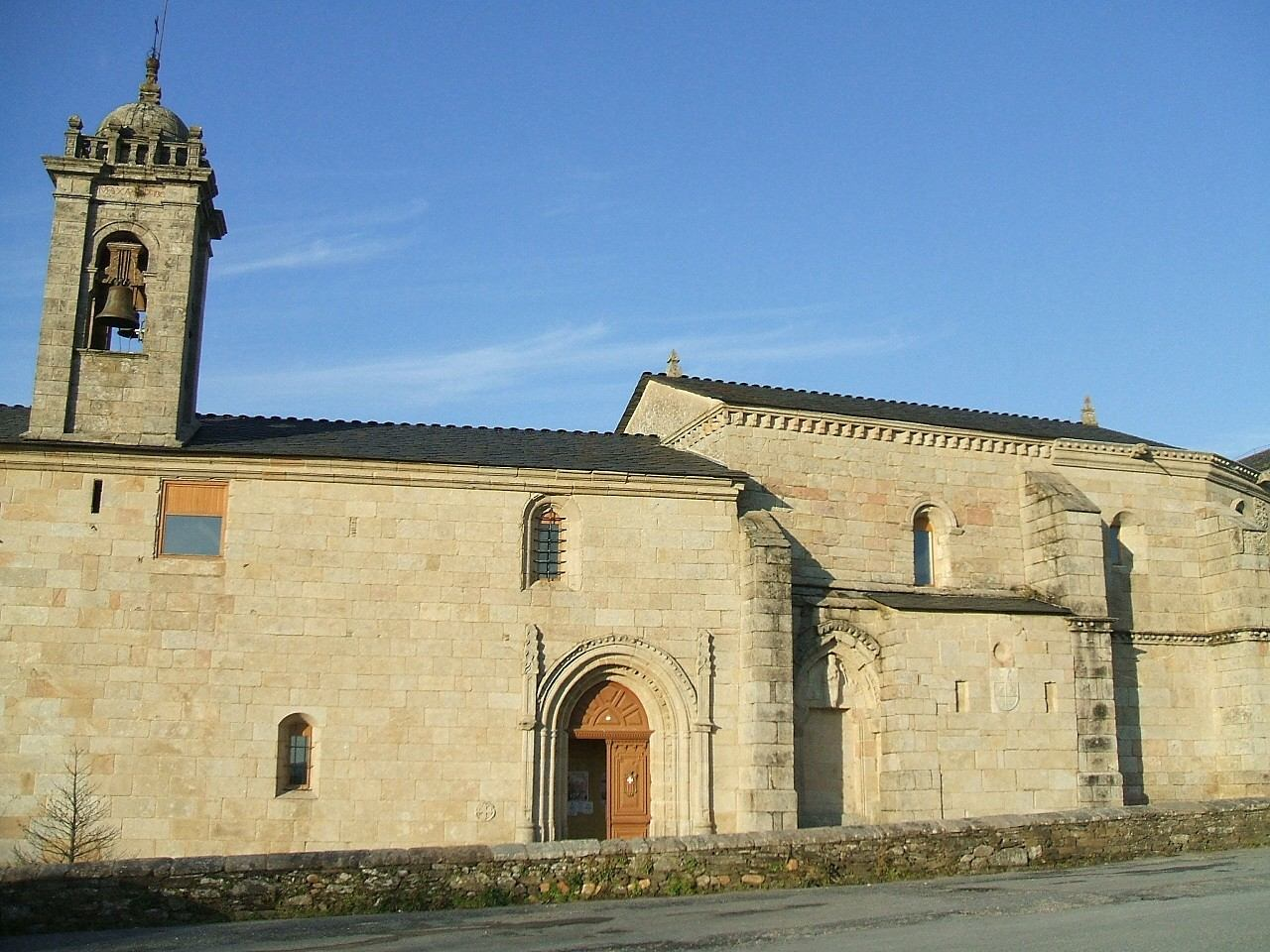
Монастир св. Магдалини
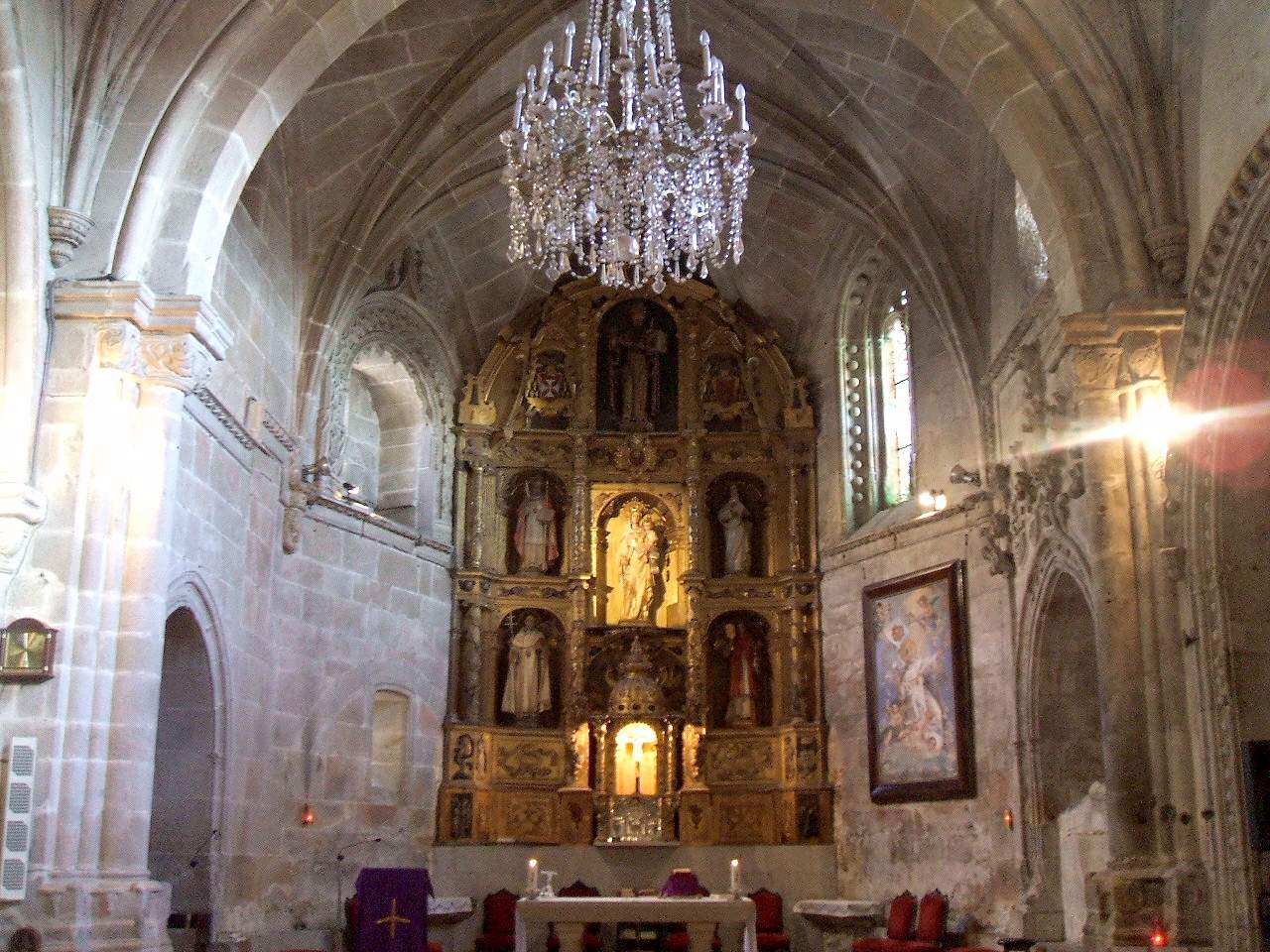
Монастир св. Магдалини
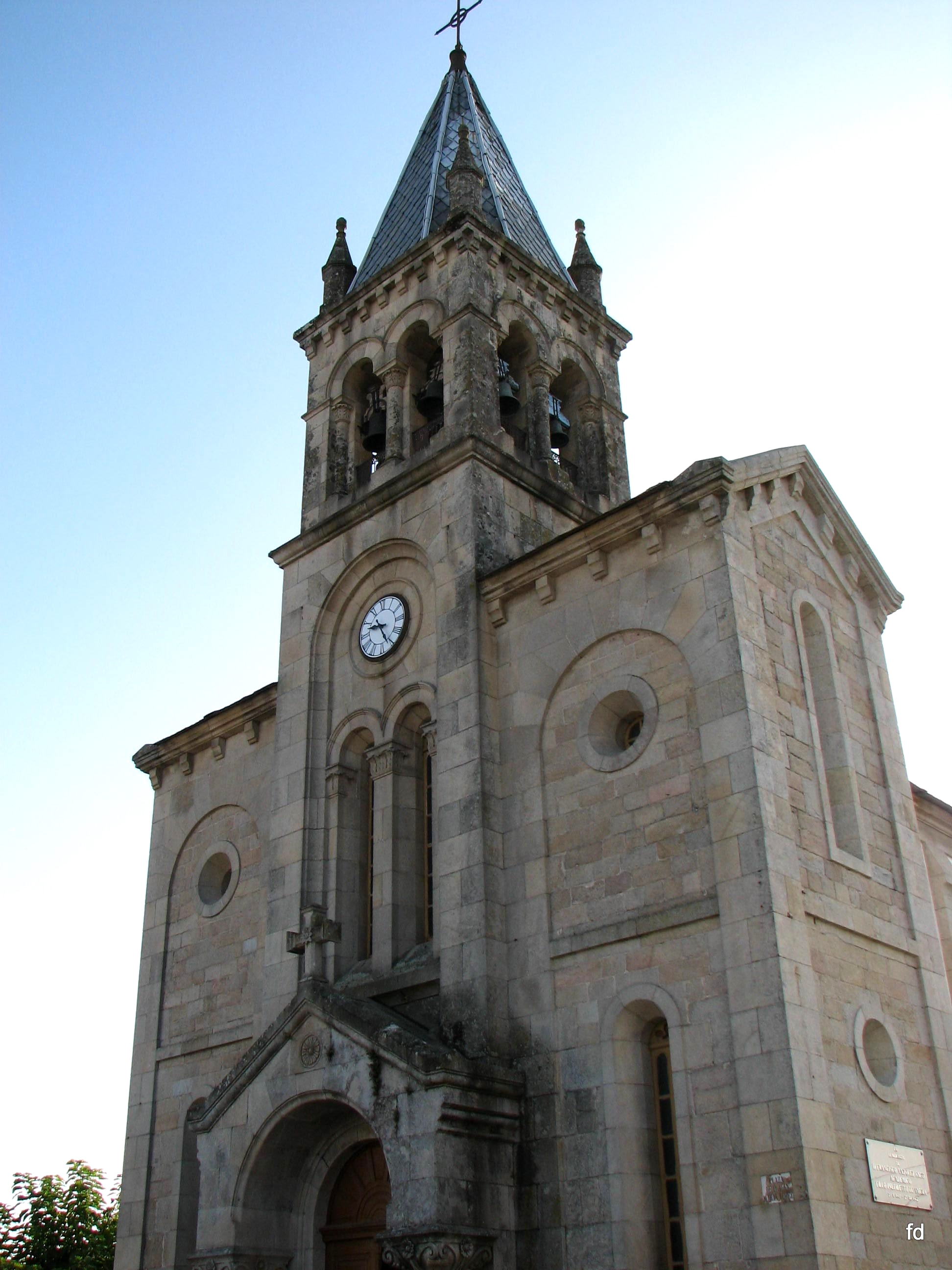
Церква св. Марини
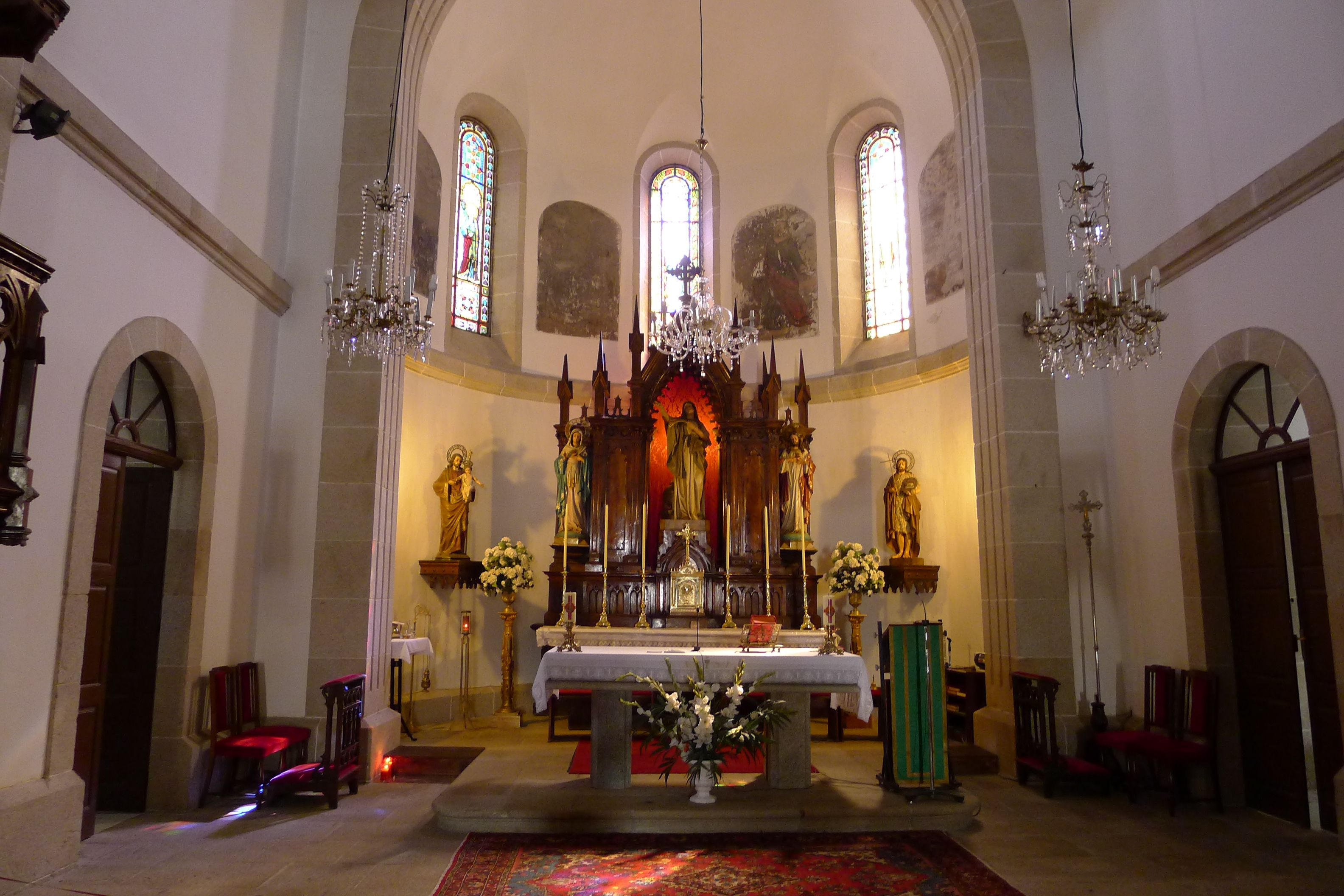
Церква св. Марини
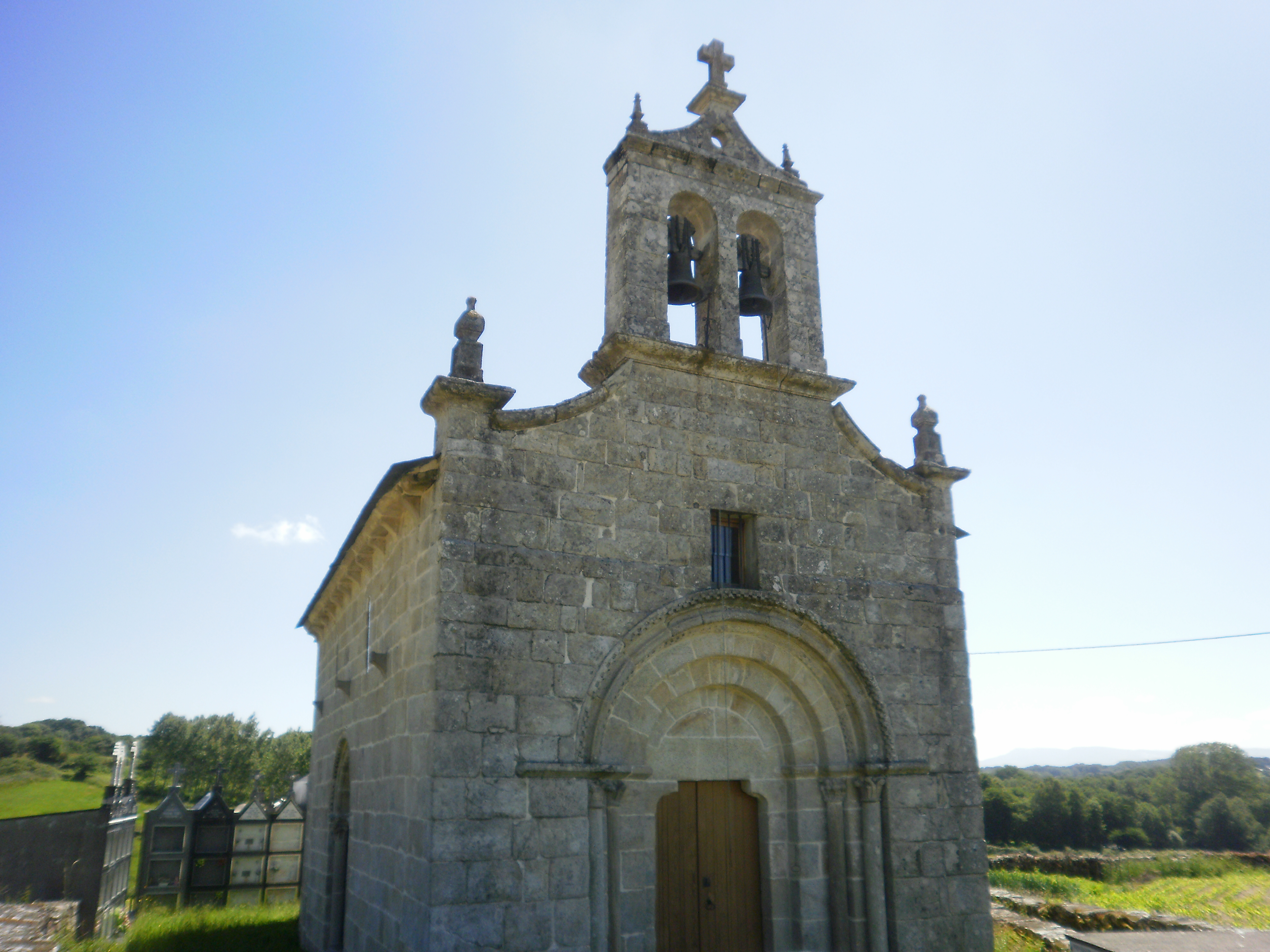
Церква св. Марії

## Парафії
Муніципалітет складається з таких парафій:
1. Альбан
2. Барбадело
3. Беланте
4. Бетоте
5. Бівільє
6. Кальвор
7. О-Каміньйо
8. Кастело-дос-Інфантес
9. Сесар
10. А-Чанка
11. Чоренте
12. Корвельє
13. Фафіан
14. Фарбан
15. Феррейрос
16. Фонтао
17. Фрадес
18. Гойян
19. Льєр
20. Лоурейро
21. Лоусадела
22. Лоусейро
23. Масіде
24. О-Мато
25. Мейшенте
26. Несперейра
27. Ортоа
28. А-Пена
29. Піньєйра
30. А-Пінса
31. Рекейшо
32. Рубін
33. Сан-Фіс-де-Реймондес
34. Сан-Фіс-де-Вілапедре
35. Сан-Мігель-де-Вілапедре
36. Сан-Педро-де-Фройян
37. Сан-Садурніньйо-де-Фройян
38. Сан-Сальвадор-да-Пена
39. Сан-Вісенсо-де-Фройян
40. Сан-Шуліан-да-Вейга
41. Санталья-де-Аршеміль
42. Санто-Андре-де-Парадела
43. Санто-Антолін
44. Санто-Естево-до-Мато
45. Саррія
46. Сетевентос
47. А-Вейга
48. Віламайор
49. Вілар
50. Вілар-де-Саррія

## Демографія
Динаміка населення (INE ):

## Релігія
Саррія входить до складу Лугоської діоцезії Католицької церкви.